# Paweł Kumięga
Paweł Kumięga (ur. 24 stycznia 1981 w Tarnowie) – polski aktor teatralny i telewizyjny.
W 2004 roku ukończył Państwową Wyższą Szkołę Teatralną w Krakowie. W latach 2004–2007 pracował w Teatrze im. S. Żeromskiego w Kielcach, a od 2007 roku związany jest z krakowskim Teatrem Ludowym.

## Filmografia
- 2003: Na Wspólnej jako dziennikarz (gościnnie)
- 2004: Kryminalni jako "Yeti" (gościnnie)
- 2011: Szpilki na Giewoncie jako laborant
- 2018: Kler jako sierżant
- 2020: Sklep z marzeniami jako Tata Kacpra
- 2021: Najmro. Kocha, kradnie, szanuje[2]

## Nagrody i wyróżnienia
- 2006 – Statuetka Syriusza – nagroda dla najjaśniejszej gwiazdy sezonu 2005/2006 w Teatrze im. Stefana Żeromskiego w Kielcach
- Nagroda Marszałka woj. świętokrzyskiego za osiągnięcia artystyczne 2006.
- 2016 – Wyróżnienie na XX Festiwalu Komedii Talia w Tarnowie za rolę Piotra Zygmunta w spektaklu T. Svobody "Sarenki"[3].